# Animació dibuixada sobre pel·lícula
L'animació dibuixada sobre pel·lícula, també coneguda com a animació directa o animació sense càmera, és una tècnica d'animació basada en la creació d'imatges directament a la pel·lícula fotogràfica, oposada a qualsevol altra mena d'animació on les imatges o objectes són fotografiats quadre per quadre.

## Tècniques
Hi ha dos mètodes bàsics per produir una animació directament a la pel·lícula. En una es comença amb la pel·lícula buida i l'altre amb la pel·lícula en negre (ja desenvolupada). A la buida l'artista pot dibuixar, pintar, estampar, o fins i tot enganxar o gravar objectes. A la negre (o qualsevol metratge) pot ratllar, gravar, polir o perforar. Qualsevol eina que l'artista consideri útil pot ser utilitzada, i totes les tècniques combinades infinitament. Les vores del fotograma es poden mostrar o ignorar completament, es pot incloure found footage, i qualsevol imatge existent es pot distorsionar per mitjans mecànics o químics. Un tercer mètode pren lloc en una cambra obscura, utilitzant una pel·lícula no exposada a la llum i exposant-la quadre per quadre. L'artista col·loca objectes sobre aquest i, mitjançant un petit feix de llum, crea les imatges. Aquesta tercera categoria de treball s'ha d'enviar a un laboratori i processar-la de la mateixa manera que les pel·lícules creades amb una càmera.
Els formats llargs com de 70 mm o la pel·lícula de 35 mm tenen l'avantatge d'una zona treball llarga, però l'animació directa sol fer-se amb una pel·lícula de 16 mm o fins i tot ama format super 8. Des que la tira de so en pel·lícules de 35 mm són òptiques, és possible crear so sintètic a més d'imatges per dibuix, o en altre cas reproduir formes a l'àrea de la banda sonora.
Els primers i més coneguts practicants d'aquesta animació al món anglosaxó són Len Lye, Norman McLaren, Stan Brakhage, i més tard també Steven Woloshen, Richard Reeves i Barbel Neubauer. Llur treball abraça completament la narrativa i l'animació abstracta. Altres cinematògrafs en els anys 1960 van expandir la idea d'aquesta tècnica, sometent la pel·lícula fotogràfica a mètodes cada cop més radicals, fins al punt on la pel·lícula era destruida en el procés de projecció. Alguns artistes van fer d'aquesta destrucció una declaració, d'altres van fer un pas enrere i van copiar el treball original de cinema per obtenir una còpia de projecció.
L'animació directa pot ser no costosa per produir una pel·lícula; pot ser, fins i tot, feta sobre preses eliminades, o cintes d'altres pel·lícules descartades d'altres projectes. És una forma d'animació atractiva tant per a principiants com per a artistes establerts. Norman McLaren va escriure una curta introducció il·lustrada «Com fer pel·lícules animades sense una càmera?», la qual va ser publicada originalment per la UNESCO el 1949. Helen Hill va publicar una col·lecció anomenada Receptes per al desastre que inclou un ampli rang d'enfocaments per crear imatges directament a la pel·lícula. Avui dia, es fa animació sense càmera ereu a tot el món.

## Animadors i pel·lícules
- El 1912, els futuristes italians Arnaldo Ginna i Bruno Corra discutien les seves nou pel·lícules abstractes (ara perdudes) a l'article Abstract Cinema – Chromatic Music.[cal citació]
- El 1916, la pianista americana de concert Mary Hallock-Greenewalt va produir cintes de pel·lícules pintades a mà, possiblement planejades per a projeca'ls en el seu "color organ", Sarabet.
- El 1926 Man Ray va crear Emak Bakia, que inclou seqüències fetes exposant la pel·lícula directament a la llum.
- El 1935 Len Lye va crear la primera pel·lícula projectada en pantalla a una audiència general. Era una promoció per a l'Oficina Britànica General de Correus titulada A Colour Box a més de la seva pel·lícula Kaleidoscope. Lye i Norman McLaren van produir pel·lícules pintades a mà per a John Grierson a la unitat de filmació GPO. Lye va anar a crear i dirigir pel·lícules a Nova York.
- A principi de 1941, McLaren va continuar el seu treball a la National Film Board of Canada (NFB)i hi va fundar la unitat d'animació NFB. Les pel·lícules de NFB dirigides i co-creades per McLaren inclouen Boogie-Doodle (1941), Hen Hop (1942), Begone Dull Care (1949) i Blinkity Blank (1955).
- El 1946, Harry Smith va produir pel·lícules pintades a mà a San Francisco projectades en les sèries Art in Cinema al San Francisco Museum of Art.
- El 1970, José Antonio Sistiaga va exhibir la seva primera pel·lícula pintada a mà, l'èpic silenci …era erera baleibu izik subua aruaren…, a Madrid.
- Stan Brakhage, Mothlight (1963)
- Harry Everett Smith
- Pierre Hébert, Memories of War (1982)
- Steven Woloshen, Ditty Dot Comma (2001, 3 min)